# Magellán (logikai játék)
A Magellán egy magyar fejlesztésű logikai játék, amely legnagyobb népszerűségnek az 1980-as években örvendett.

## Lényege
A Magellán az azonos nevű eszközzel játszható, amely egy kb. 6:10 oldalarányú, lapos téglatest, melynek a két fő lapján (tehát a két legnagyobb lapon) világtérkép-szerű rajzolat található, változó alakú és méretű, többnyire derékszögű, néha ferde szöget bezáró határokkal határolt "országokkal". Az "országok" száma oldalanként 33, tehát a két lapon együtt 66 "ország" szerepel; akadnak olyan "országok", amelyek 3, 4, 5 vagy 6, de még olyanok is, amelyek 11 másikkal határosak. A téglatesten belül kis forgatható, többszínű korongok találhatók, minden "ország" térképi területén egy-egy; a korong a játékszer mindkét lapja felől látható és mindkettő felől forgatható, továbbá egy adott pillanatban mindkét oldal felől más-más szín látható a korong színei közül.
A játék alapelve lényegében azonos a térképkészítésnél használt azon alapelvvel, hogy egy világ- vagy kontinenstérkép készítése esetén az egymással érintkező határú országok (vagy országtérkép esetében az egymással érintkező határú megyék) területét eltérő színnel kell ábrázolni, de ehhez négy szín elegendő (négyszín-tétel). Ezen alapelvnek megfelelően a Magellán játékban is az a cél, hogy a játékos úgy tudja kiszínezni a "térképet", hogy az egymással határos "országoknál" a forgatható korongokon megjelenő színek eltérjenek egymástól. A játék nehézségét az a tény adja, hogy a korongok a játékszer mindkét oldalán látszanak, méghozzá mindkét oldalon más-más színnel, de a térkép szabályszerű színezésének mindkét oldalon elő kell állnia.

## Nevének eredete
A játék a nevét Magellán portugál felfedező után kapta, a fejlesztői (vagy a piaci bevezetését előkészítő szakemberek) a névválasztással vélhetően a játékszernek a világtérképre való hasonlóságát akarták kiemelni. Ezen túlmenően a névválasztás pontos oka nem ismert.